# Диттайно
Дитта́йно (итал. Dittaino) — река на острове Сицилия, правый приток Симето. Длина реки — 110 км. Площадь водосборного бассейна — 982 км².
Протекает в центральной части острова. Берёт своё начало на восточном склоне Эрейских гор на высоте 925 метров над уровнем моря, недалеко от современных городов Леонфорте и Энна, течёт в общем восточном направлении. Впадает в Симето южнее города Мотта-Санта-Анастасия.
Основные притоки — Торренте-Джирджия, Торренте-Криса, Кальдерари, Валлоне-Салито, Валлоне-Шигуана.
На реке расположено единственное водохранилище — Николетти — воды которого используются для орошения. Построено оно было в 1969—1972 годах.